# Kenneth Turan
Kenneth Turan (nacido el 27 de octubre de 1946) es un crítico de cine estadounidense retirado, autor y profesor del Programa de Maestría en Escritura Profesional de la Universidad del Sur de California. Fue crítico de cine de Los Angeles Times desde 1991 hasta 2020 y The Hollywood Reporter lo describió como «posiblemente el crítico de cine más leído en la ciudad más asociada con la realización de películas».

## Primeros años de vida
Turan se crio en una familia judía practicante en Brooklyn, Nueva York. Recibió una licenciatura de Swarthmore College y una maestría en periodismo de la Universidad de Columbia. En Swarthmore, fue compañero de cuarto del matemático y autor de ciencia ficción Rudy Rucker.

## Carrera
Turan inició su carrera profesional alrededor de los años 1970. Antes de convertirse en crítico de cine, Turan fue redactor de The Washington Post de 1969 a 1978. Mientras tanto, fue periodista deportivo en 1971 y en 1976 se convirtió en redactor.
Turan fue crítico de cine para The Progressive, una revista publicada en Madison, Wisconsin. También había escrito para TV Guide y GQ. En 1991 se convirtió en crítico de cine para Los Angeles Times. En 1993, fue nombrado director del Los Angeles Times Book Prize. Alrededor del año 2000, Turan se unió a la NPR para cubrirles el Festival de Cannes. Después de varios años en NPR, se unió a Morning Edition de NPR como crítico de cine. Turan fundó el programa de radio Arts Alive de KUSC. Proporciona críticas periódicas de películas para Morning Edition de NPR, y forma parte de la junta directiva del Yiddish Book Center.
Turan anunció su retiro de Los Angeles Times el 25 de marzo de 2020. La última película que revisó fue la película alemana Balloon.
Aparece en el documental For the Love of Movies: The Story of American Film Criticism (2009) donde se analiza su disputa pública con el director de cine James Cameron, quien envió un correo electrónico a los editores de Los Angeles Times pidiendo que despidieran a Turan después de escribir una crítica mordaz de Titanic (1997). Cameron acusó a Turan de utilizar una «lluvia incesante de púas personales» y de utilizar su «púlpito de intimidación no sólo para atacar mi película, sino a toda la industria cinematográfica y sus audiencias».

## Publicaciones
- Not to Be Missed: Fifty-Four Favorites From a Lifetime of Film (2014)
- Free for All: Joe Papp, the Public, and the Greatest Theater Story Ever Told (2009) - con Joseph Papp
- Now In Theaters Everywhere (2006)
- Never Coming to a Theater Near You (2004)
- Sundance to Sarajevo: Film Festivals and the World They Made (2002)
- Call Me Anna: The Autobiography of Patty Duke (1987)
- I'd Rather Be Wright: Memoirs of an Itinerant Tackle (1974)
- Sinema: American Pornographic Films and the People Who Make Them (1974)
- The Future is Now: George Allen, Pro Football's Most Controversial Coach (1972) - con William Gildea

## Premios
- 2006: Mención Especial; Premios de la Sociedad Nacional de Críticos de Cine.[17]
- 2013: Premio Luminaria a la Trayectoria Profesional; Club de Prensa de Los Ángeles [18]
- 2014: Premios Legado de Medios; Festival de Cine y Creatividad Cinequest.[19]